# Fårö
Fårö (phát âm tiếng Thụy Điển: [ˈfoːˈrøː]) là một hòn đảo biển Balt nằm ngay phía bắc Gotland, ngoài khơi đất liền đông nam Thụy Điển. Đây là đảo lớn thứ nhì tỉnh Gotland và là một điểm du lịch mùa hè nổi tiếng. Người dân ở đây nói Faroymal, một phương ngữ tiếng Gotland. Trước đây là một socken bao gồm cả đảo Gotska Sandön, từ ngày 1 tháng 1 năm 2016, Fårö là một huyện.

## Địa lí

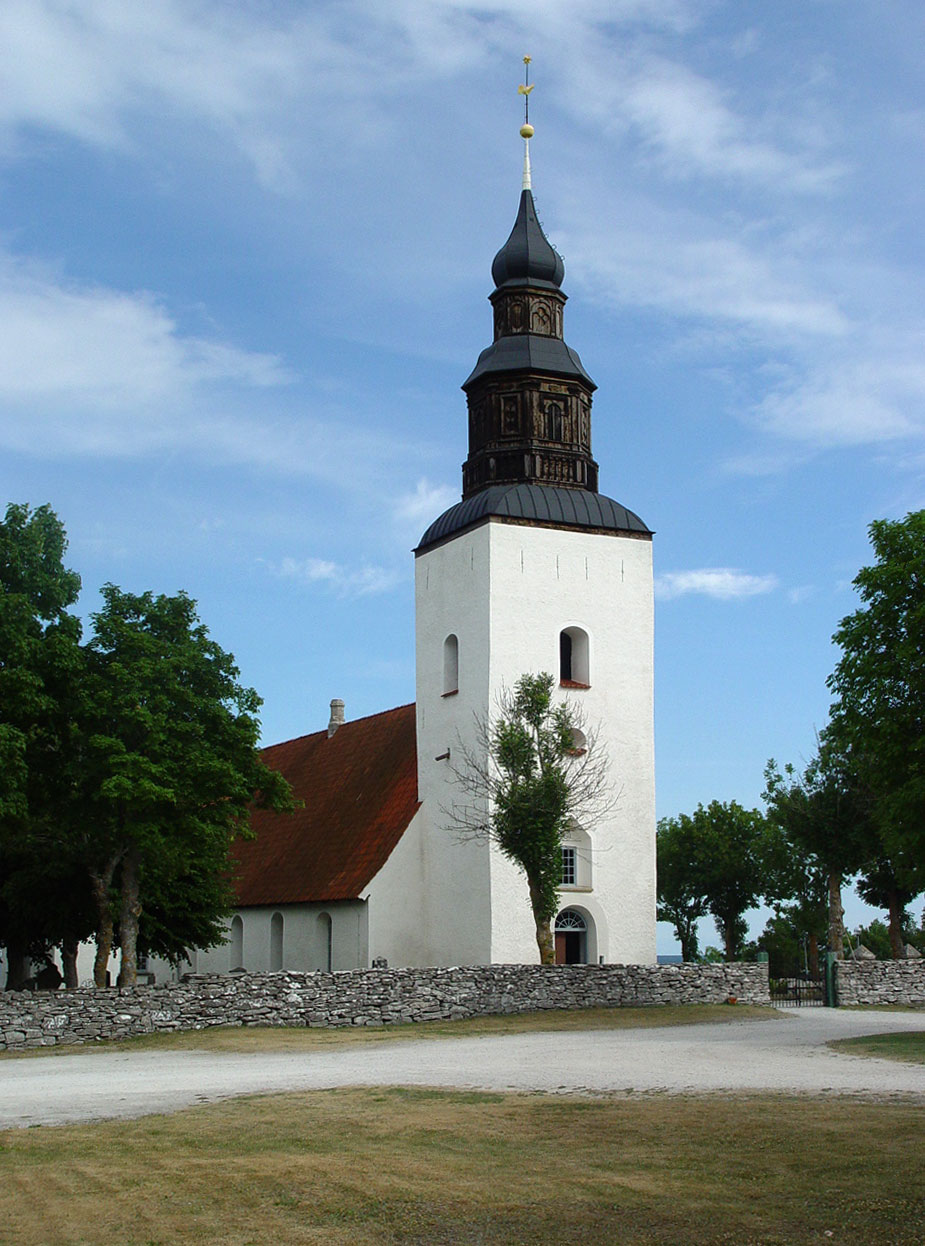
Nhà thờ Fårö.

Hòn đảo tách biệt khỏi Gotland nhờ eo biển Fårö hẹp. Việc đi lại giữa hai đảo dựa vào hai tuyến phà, do Trafikverket quản lí. Huyện Fårö có tổng diện tích 111,35 kilômét vuông (42,99 dặm vuông Anh), trong đó 9,7 kilômét vuông (3,7 dặm vuông Anh) là diện tích mặt nước và đảo con.
Trên Fårö và Gotland có những khối đá gọi là "Rauk". Chúng là kết quả của sự xói mòn vào kỷ băng hà.
Nhà thờ Fårö có từ thời Trung cổ nằm ở đây.
Một tiểu hành tinh trong vành đai tiểu hành tinh, 9358 Fårö, được đặt theo tên đảo.